# Consuelo Femenía Guardiola
María Consuelo Femenía Guardiola (Jávea, Alicante, 17 de junio de 1965) es una diplomática española. Es embajadora de España en Países Bajos (desde 2021)

## Biografía
Es licenciada en Derecho por la Universidad de Valencia e ingresó en 1992 en la carrera diplomática.
Ha estado destinada en las representaciones diplomáticas españolas en Rusia, Nicaragua y Países Bajos. Ha sido representante permanente adjunta ante la Organización para la Prohibición de Armas Químicas. En 2006 fue nombrada subdirectora general de Asuntos Culturales y Científicos, y en 2008 ascendida a directora de Cooperación para América Latina y el Caribe de la Agencia Española de Cooperación Internacional para el Desarrollo.
Posteriormente fue embajadora en Misión Especial para el Tratado de Comercio de Armas (enero de 2010-enero de 2011); fue embajadora de España  
en la República de Letonia (2011-2014).
De regreso a Madrid, fue asesora para el desarrollo de la red de Diplomacia Digital y Comunicación Diplomática (2014-2018) y posteriormente la primera subdirectora general de Comunicación Digital y Diplomacia Pública. 
Ha sido también embajadora de España en Malta (2018-2021). Y es embajadora de España en Países Bajos (desde 2021).

## Publicaciones
- En la era del diplomático anfibio - The Diplomat, 24 octubre, 2016[9]
- Digital diplomacy as a team work tester[10]
- La diplomacia española ante el reto digital[11] - Libro de referencia

## Reconocimientos
- "Best Team Leader of the Year #2" - The State of Digital Diplomacy 2016 - marzo de 2017[12]
- Accésit al "Premio Ciudadanía" en los "Premios a la Calidad e Innovación en la Gestión Pública" de 2017[13]